# Ernie Cagnolatti
Ernest Joseph „Ernie“ Cagnolatti  (* 2. April 1911 in Madisonville (Louisiana); † 7. April 1983 in New Orleans) war ein US-amerikanischer Musiker (Trompete, Gesang) des Hot Jazz.
Cagnolatti begann als Jugendlicher Trompete zu lernen. Er spielte von 1933 bis 1942 in Herbert Learys Bigband, außerdem in den Bands von Sidney Desvigne, Bill Matthews und Papa Celestin. In den 1940er und 1950er Jahren wirkte er in der George Williams Brass Band bei Paraden mit. Anfang der 1950er Jahre arbeitete er mit Alphonse Picou. Aufnahmen entstanden in den 1960ern mit Paul Barbarin, Harold Dejan, Jim Robinson und der Onward Brass Band (1968), auch trat er mit der Camelia Brass Band und der Young Tuxedo Brass Band auf. Von 1974 bis 1980 spielte er regelmäßig in der Preservation Hall. 1980 erlitt er einen Schlaganfall, der seine Karriere beendete. Cagnolatti wirkte zwischen 1950 und 1969 bei 24 Aufnahmesessions mit.